# 黄夕倍
黄夕倍（1989年4月28日—），汉族，中国歌手，2011年获得青海卫视《花儿朵朵》全国年度亚军，同年签约台湾种子音乐唱片公司。

## 主要经历
- 1989年 出生于云南省昆明市一个知识份子家庭。爸爸是工程师，妈妈是歌唱家。
- 2008年 考入云南艺术学院音乐表演专业本科班（2012年毕业）；
- 2011年 获得青海卫视《花儿朵朵》全国年度亚军[1]，同年签约台湾种子音乐唱片公司[2]；
- 2012年 担任电影《嗨,韩梅梅》女一号“韩梅梅”角色[3]；
- 2013年 以“墨绿森林”组合成员身份参加湖南卫视《中国最强音》[4]获得全国第4名。

## 音乐作品
- 2012年 单曲《喜欢喜欢我喜欢》
- 2012年 单曲《梦而已》
- 2012年 单曲《fool》
- 2013年 单曲《皇冠》

## 电影作品
- 2012年 刘冰鉴导演电影《嗨,韩梅梅》担任女一号”韩梅梅“，合作艺人：谭杰希

## 大型演出
- 2011年 湖南卫视《天天向上》[5]邀请”网络最红神婆“黄夕倍作嘉宾
- 2011年 担任CCTV-15《MTV-音乐盛典》颁奖典礼表演嘉宾
- 2012年 出席乐视网影视颁奖典礼表演嘉宾
- 2012年 北京卫视《BTV春晚》嘉宾
- 2012年 CCTV-1《七一建党节》江西红博会晚会
- 2012年 云南墨江国际双胞胎节嘉宾
- 2012年 河北省张北音乐节
- 2012年 抚仙湖国际音乐节
- 2012年 杭州国际时装节JNBY ·YES嘉宾
- 2012年 上海周春芽画展开幕嘉宾
- 2012年10月参加中国，北京，由世界顶级女性杂志《费加罗》举办的“费加罗美丽人生”2012 TOP LIFE年度盛典，担任特邀表演嘉宾
- 2012年 上海国际音乐周
- 2012年 北京红牛音乐新能量原创音乐计划演唱会
- 2013年 云南省电视台山茶花节闭幕式
- 2013年 深圳卫视《年代秀》嘉宾
- 2013年参赛湖南卫视《中国最强音》，加入墨绿森林组合，荣获全国第四名
- 2013年7月发行单曲《皇冠》，收录在专辑《五城记》，微博音乐人热搜榜全国排名第二
- 2013年拍摄云南卫视“拒绝二手烟，从我做起”公益广告
- 2013年担任精品消费报《2013美丽盛典》封面人物。
- 2014年10月19日赴上海参加上海爵士音乐节。
- 2014年12月参加「一尚门」时尚盛典